# .امارات
هو(نطاق) المستوى العلوي الدولي لدولة الإمارات العربية المتحدة IDN. وهو نطاق يستخدم الحروف العربية بدل من اللاتينية.
مثال (عربي.إمارات)

## ھيكلة اسم نطاق
يعتبر نطاق .إمارات نطاق غير مقيد ويمكن تسجيلة من قبل المسجلين المعتمدين بشكل فوري إلا ما تم حجزه من قبل إدارة أسماء نطاق الإنترنت